# 所羅門稀棘䲁
所羅門稀棘䲁（學名：Meiacanthus solomon），為輻鰭魚綱鳚形目䲁科稀棘䲁屬的一種，分布於中西太平洋所羅門群島海域，深度60至65公尺，本魚體延長，稍側扁，頭頂無冠膜，無鬚，下頜兩側有犬齒具有毒腺，體側中央有一條深色條紋，從吻部延伸，略微延伸到胸鰭基部的背部，並終止於尾鰭基部，體色為白色，背鰭硬棘4枚、背鰭軟條25枚、臀鰭硬棘2枚、臀鰭軟條13枚，體長可達2.8公分，棲息在深水珊瑚礁，雌魚產附著性卵，雄魚有護卵行為，生活習性不明。